# Aretha Thurmond
Pour les articles homonymes, voir Thurmond.
Aretha Thurmond (née Hill le 14 août 1976 à Seattle) est une athlète américaine spécialiste du lancer du disque.

## Carrière
Troisième des sélections américaines 1996, elle est éliminée dès les qualifications des Jeux olympiques d'Atlanta avec un lancer à 56,04 m. En 1999, Aretha Hill s'adjuge le titre des Jeux panaméricains de Winnipeg. Lors de la saison 2003, elle remporte son premier titre de championne des États-Unis grâce à un lancer à 63,98 m, puis conserve son titre lors des Jeux panaméricains disputés à Saint-Domingue (63,30 m). Elle égale son record personnel de 65,10 m lors de la Finale mondiale d'athlétisme de Monaco, en septembre 2003.
Vainqueurs des « Trials » en 2004, Aretha Thurmond se classe dixième de la finale des Jeux olympiques d'Athènes avec la marque de 59,80 m. Plus tôt dans la saison, elle avait établi à Marietta avec 65,86 m le meilleur lancer de sa carrière. Elle obtient de nouvelles places d'honneur lors des finales mondiales de l'IAAF, se classant 4e en 2004, 3e en 2005 et 5e en 2006. Elle remporte par ailleurs cette même année un nouveau titre national (62,50 m). Elle termine dixième des Jeux olympiques de 2008 et des Championnats du monde de 2009.

## Palmarès
| Année | Compétition                | Lieu           | Place |
| ----- | -------------------------- | -------------- | ----- |
| 1999  | Jeux panaméricains         | Winnipeg       | 1re   |
| 2003  | Jeux panaméricains         | Saint-Domingue | 1re   |
| 2003  | Finale mondiale            | Monaco         | 2e    |
| 2005  | Finale mondiale            | Monaco         | 3e    |
| 2006  | Coupe du monde des nations | Athènes        | 2e    |
| 2011  | Jeux panaméricains         | Guadalajara    | 2e    |